# Marinaleda
Pour les articles homonymes, voir Marinaleda (homonymie).
Marinaleda est une commune espagnole de la province de Séville en Andalousie située dans la comarque de la Sierra sud de Séville. La population s'élevait à 2 665 habitants selon le recensement de 2017, avec une densité de population de 107,37 hab./km2. 
Son économie repose essentiellement sur l'agriculture. Elle est connue pour son expérience sociale fondée sur une idéologie de gauche dirigée par Juan Manuel Sánchez Gordillo maire de la commune de 1979 à 2023 et membre du Colectivo de Unidad de los Trabajadores - Bloque Andaluz de Izquierdas (CUT). La lutte ouvrière et paysanne organisée a permis d'atteindre quasiment le plein emploi pour tous les habitants.
La ville de Marinaleda profite d'importants transferts d'argent de l'État et de collectivité comme la communauté autonome d'Andalousie ou la députation de Séville, et met ces fonds au profit du progrès économique et social. Selon le journal en ligne Tercera Información, Marinaleda reçoit moins que la moyenne des municipalités de l'Andalousie (en 2011, elle a reçu environ 6,61 % de moins que la moyenne régionale).
Marinaleda appartient au « Red de Municipios por la Tercera República » (Réseau de municipalités pour la Troisième République) et le drapeau républicain espagnol est présent dans les bâtiments civils.

## Géographie

### Situation
La commune s'étend sur 24,8 km2 dans la partie sud-est de la province de Séville, dans le bassin du Genil. se trouve à 91,76 km de Séville à vol d'oiseau et à 110 km en empruntant la voie rapide. Cet itinéraire passe par Ecija. 
Ses coordonnées géographiques sont 37° 22′ N, 4° 57′ O. Elle est située à une altitude de 205 mètres, à 20 km de la capitale de sa comarca Estepa.

### Communes limitrophes
|          | Ecija      |         |
| El Rubio | Marinaleda | Herrera |
|          | Estepa     |         |

### Voies de communication et transports
Marinaleda a un tissu urbain irrégulier, son noyau principal est aligné le long de la voie rapide A-388 qui relie El Rubio à Herrera. Marinaleda et Matarredonda sont reliées entre elles par l'avenue de la Liberté, qui traverse l'A-388.
La principale voie d'accès est la carretera (voie rapide) SE-9211 qui relie Marinaleda à Écija et cette dernière avec l'autovía (autoroute) A-92. La A-388, qui passe par le centre du noyau urbain, relie Écija à Herrera et Écija avec l’autovía A-4. La carretera SE-8202 relie la ville avec la commune d'Osuna en passant par El Rubio.

## Histoire

### Jusqu'auXIXesiècle
Les premières traces de présence humaine dans le site de Marinaleda remontent à la fin du Néolithique et au début de l'âge des métaux durant la période chalcolithique, il y a environ 5 000 ans. Des outils lithiques ont été retrouvés, ainsi que des restes de semences et d'habitations.
La présence romaine est importante. c'est à cette époque qu'a été fondée Marinaleda. Elle est alors traversée par la voie romaine qui relie les villes de Astigi, actuelle Ecija, et Ostippo, actuel Estepa. Beaucoup de vestiges de cette période historique ont été retrouvés.
La présence arabe est attestée par des monuments tels que les tours de Gallape ou la forteresse arabe d'Alhonoz. La conquête de la terre par les royaumes chrétiens a lieu au XIIIe siècle. Marinaleda passe sous le pouvoir de l'Ordre de Santiago. Le roi Philippe II donne Marinaleda au premier marquis d'Estepa. Elle restera la propriété de cette famille jusqu'au XIXe siècle.
Marinaleda se développe avec une population de journaliers sans terre travaillant pour les grands propriétaires terriens, en particulier pour le marquis d'Estepa. En 1751, le village compte 60 maisons habitées par des journaliers sans terre qui sont payés chacun deux reals pour une journée de travail du lever au coucher du soleil. Au XVIIIe siècle quatre ecclésiastiques exercent leur ministère à Marinaleda. L'activité principale est l'aridoculture. Au cours du XIXe siècle, sur les terres de Marinaleda et ses environs vivent plusieurs groupes de brigands. Particulièrement connus sont restés José María Hinojosa Cobacho « El Tempranillo », Francisco González Ríos « El Pernales » et Juan Caballero.

### République espagnole et Espagne franquiste
En 1931, la population de Marinaleda compte 2 318 habitants dont seuls 317 ont le droit de vote. Les élections du 12 avril 1931 sont remportées par les forces royalistes. Mais les élections du 31 mai de la même année sont gagnées par les républicains. Lors des dernières élections la période républicaine le 16 février 1936 triomphe le Front populaire.
La guerre civile commence à Marinaleda par l'assassinat du maire de la ville Cejas Vicente Moreno et de son fils. Les troupes putschistes tuent avec eux pas moins de trente autres habitants. L'après-guerre civile voit la population souffrir de la famine, et pour y faire face forcée de glaner des olives ou des glands dans les champs et subissant une forte répression. Le développement industriel survenant en Espagne à partir des années 1960 favorise l'émigration de la population de Marinaleda vers la Catalogne et aussi l'Allemagne, la France et la Suisse.
Avec la mort de Francisco Franco en 1975 c'est le recul de la dictature. En 1977, à Marinaleda est fondé le Sindicato de Obreros del Campo (Syndicat des Travailleurs de la Terre). L'année suivante, commence la lutte pour la terre avec l'occupation de la ferme de Bocatinaja entre Osuna et Los Corrales durant deux jours.

### Transformation en une municipalité coopérative
En 1979, se déroulent les premières élections municipales démocratiques depuis la fin de la dictature franquiste. Elles sont remportées à Marinaleda par le collectif d'unité des travailleurs (Colectivo de Unidad de los Trabajadores), le bras politique du Syndicat ouvrier rural (SOC) d'obédience communiste, qui obtient 9 des 11 sièges d'élus au conseil municipal. À l'époque la ville est des plus misérables, autant les habitations que les rues en terre battue. Les habitants sont pauvres. La mairie n'est pas fonctionnelle, la présence médicale et les infrastructures scolaires insuffisantes.
Juan Manuel Sánchez Gordillo devient maire à l'âge de 27 ans. C'est à l'époque le plus jeune maire d'Espagne. Cette année-là, il est victime d'une tentative d'assassinat de la part de l'extrême droite espagnole.
En 1980, 700 habitants de Marinaleda font une grève de la faim qui dure treize jours. Ils revendiquent plus d'argent et un contrôle plus précis de l'antique « emploi communautaire » (Empleo Comunitario). Puis se développent des actions d'occupation de fermes appartenant à des grands propriétaires terriens, avec le slogan : « la tierra para el que la trabaja » (la terre appartient à qui la travaille). L'étang de Cordobilla est occupé durant trente jours en 1984 pour demander l'irrigation de la ferme el Humoso, propriété du duc de l'Infantado, et l'expropriation de celle-ci.
En 1985, les occupations de fermes sont de plus en plus nombreuses, et montent à plus de cent. Ce qui occasionne une grande quantité de procédures judiciaires intentées contre les occupants.
La protestation populaire est toujours non violente. De son côté, le duc de l'Infantado, principal propriétaire terrien « terratenente » de la région résiste et ne cède rien durant des années. Un été, il fait même abattre toute une rangée de grands arbres à l'ombre desquels se trouvent les occupants de ses terres, afin qu'ils se retrouvent au soleil. Cependant qu'en face, la police est abritée par l'ombrage des oliviers.
En 1991, le duc de l'Infantado lâche enfin du terrain. Sont cédés à la commune de Marinaleda 1 200 hectares de la ferme el Humoso qui seront exploités en coopérative par la population. Les mouvements de mobilisations de protestations pour une vie meilleure se poursuivent durant les années 1992 à 1994 avec quantité d'occupations de bâtiments officiels et institutions.
En 1997, avec un système d'irrigation de la ferme d'el Humoso, commence l'exploitation collective avec la fondation de la coopérative Marinaleda S.C.A. Trois ans plus tard est créée une conserverie qui met en boîtes ou en bocaux la production de la coopérative : piments, fèves, artichauts et olives. Un moulin est construit pour la production de l'huile d'olive.
Le système social et politique qui a été mis en œuvre avec succès pour le développement et le bien-être de ses habitants[réf. nécessaire] fait que Marinaleda suscite à présent la curiosité des médias espagnols et internationaux[réf. nécessaire]. Le maire de la ville relève cependant que « si le modèle ne s’exporte pas, c’est par manque de volonté politique et d’intérêt. »
En 2010, il déclarait : « Il nous a fallu trente ans pour en arriver là. Pas besoin d’être grand clerc pour comprendre que ce sont nos solutions qui marchent. La spéculation immobilière, elle, ne pouvait rien donner de bon. C’est la cupidité qui a plongé le monde dans la crise. Les gens sont surpris lorsqu’ils voient qu’ici, il n’y a presque pas de chômeurs et que tout le monde a sa propre maison. Mais c’est pourtant ça qui est normal. Ce qui n’a pas de sens, c’est ce qui se fait ailleurs. Et qu’on ne vienne pas me dire que notre expérience n’est pas transposable : n’importe quelle ville peut faire la même chose si elle le souhaite. »
L'expérience d'exploitation collective tentée à Marinaleda a suscité la sympathie de plusieurs célébrités, dont les chanteurs Manu Chao et Joan Manuel Serrat, ou encore l'écrivain portugais José Saramago.

## Politique et administration

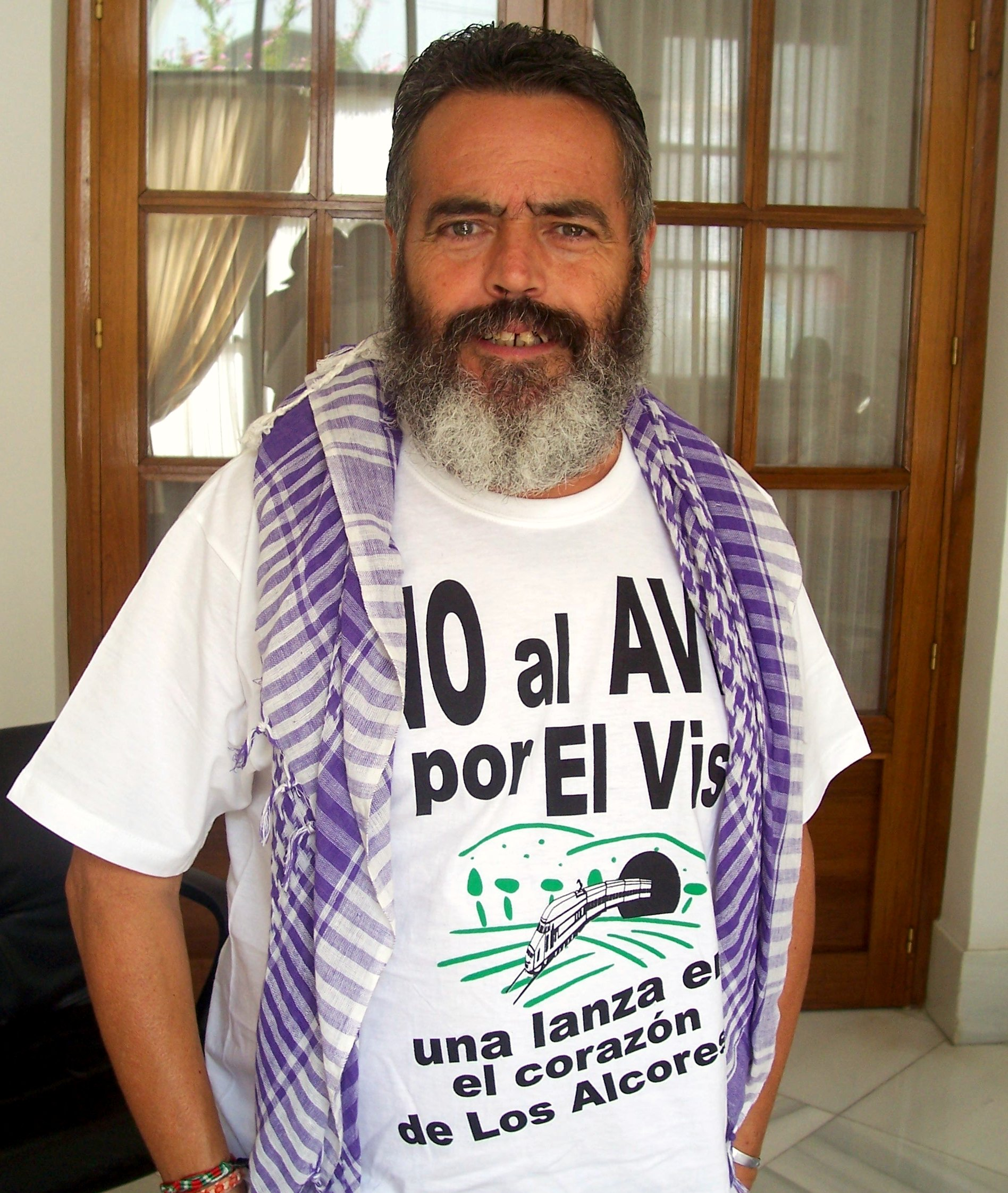
Juan Manuel Sánchez Gordillo, maire de Marinaleda de 1979 à 2023.

Marinaleda a une longue tradition de lutte ouvrière des travailleurs sans terre (« jornaleros »), qui a permis de manière décisive de larges avancées politiques et sociales. Depuis la fin de l'ère franquiste, Marinaleda fonctionne en démocratie directe. Tous les aspects de la vie sociale, politique et économique de la commune y sont discutés et mis en œuvre collectivement par les citoyens. Juan Manuel Sánchez Gordillo, maire de Marinaleda, est un militant de la gauche anticapitaliste régulièrement réélu pendant plus de quarante ans.
Marinaleda est dirigée à partir de 1979 par le Colectivo de Unidad de los Trabajadores - Bloque Andaluz de Izquierdas (CUT), parti indépendantiste andalou de gauche qui a remporté à chaque élection la majorité absolue. En 1986 le CUT a été une des organisations fondatrices de l'Izquierda Unida - IU. Depuis cette date le CUT se présente aux élections sur les listes de cette coalition l'Izquierda Unida Los Verdes-Convocatoria por Andalucía – IULV-CA.
Aux élections municipales de 2011, l'IULV-CA totalise 73,08 % des votes et obtient neuf conseillers alors que le PSOE d'Andalousie recueille 23,39 % et deux conseillers cependant que le PP, avec 4,06 %, n'a aucun élu. Le rapport demeure identique à l'issue des élections de 2015.
Le maire et les autres élus de la ville ne reçoivent aucune rémunération au titre de leur charge. Toutes les décisions de la municipalité sur l’impôt, le logement, l'emploi, les équipements, etc. sont soumises à la discussion et au verdict du peuple qui vote à main levée, et parfois par scrutin secret, au cours d'une centaine d'assemblées générales ou assemblées de quartier qui ont lieu chaque année.
Lors des élections municipales du 26 mai 2019, la liste menée par le maire sortant remporte 48,53 % des voix et six sièges et devance de 44 voix la liste de gauche Avanza Marinaleda avec 46,13 % et 5 sièges.
En 2023, après quarante-quatre ans de mandat, Juan Manuel Sánchez Gordillo ne se représente pas.
| Période                                  | Période  | Identité                     | Étiquette     | Qualité |
| ---------------------------------------- | -------- | ---------------------------- | ------------- | ------- |
| Les données manquantes sont à compléter. |          |                              |               |         |
| 1979                                     | 2023     | Juan Manuel Sánchez Gordillo | CUT-BAI       |         |
| 2023                                     | En cours | Sergio Gómez Reyes           | Con Andalucia |         |

Sur le plan judiciaire, elle dépend de la juridiction d'Estepa.

### Absence de police locale
Il n'y a pas de police à Marinaleda, car il n'y a pas de délinquance.
Concernant cet aspect de la vie de la ville, un certificat officiel consultable sur le site Internet de la mairie précise à son point no 6 :
« Que no existe cuerpo de la Policía Local, no existiendo ningún funcionario del cuerpo, y, por tanto, tampoco existe el cargo de Jefe de la Policia Local. »
Qu'il n'y a pas de corps de police locale, qu'il n'existe aucun fonctionnaire de ce corps, et, par conséquent, il n'existe pas de poste de chef de la police locale.

### Oppositions
Au conseil municipal, l'opposition minoritaire est représentée par le PSOE.

## Économie et société

### Principes
L'économie locale est principalement portée par le secteur agricole. L'organisation d'une coopérative agricole populaire dotée d'une usine en représente l'atout majeur.
La coopérative Humar-Marinaleda comprend une conserverie, un moulin à huile, des serres, des équipements d'élevage ainsi qu'un magasin. Les travailleurs produisent notamment des fèves, des artichauts, des poivrons et de l'huile d'olive. Les bénéfices produits par la communauté ne sont pas distribués, mais réinvestis pour financer la création de nouveaux emplois ainsi que divers services et équipements municipaux (piscine, terrain de sport, etc.) que sont tous gratuits, excepté la piscine pour laquelle l'abonnement annuel bon marché coûte 3 €.
Sous la pression des habitants, à travers des demandes puis par des manifestations et occupations (terres, aéroport de Séville, gare…), le duc de l'Infantado, principal propriétaire terrien de la région avec 17 000 hectares et le gouvernement ont fini par se mettre d'accord en 1991. L'État a acheté 1 259 hectares au duc, les a donnés à la municipalité. La terre ainsi récupérée est exploitée en coopérative et fait vivre la population.
Le salaire de tous les travailleurs, quel que soit leur poste, est de 47 euros par jour à raison de six heures et demie de travail quotidien aux champs et huit quand il s'agit d'un poste à l'usine. La moyenne du salaire dans le reste de l'Andalousie est de 30 à 35 euros par jour.
Le coût de la vie à Marinaleda est faible, à l'image du prix de location des logements (15 euros/mois) ou de celui de la garderie d'enfant (12 euros/mois cantine comprise).

### Critiques
Selon l'opposition, 66 à 75 % des revenus reçus par la ville de Marinaleda proviendraient de transferts d'argent de l'État et de collectivités comme la communauté autonome d'Andalousie.
Le développement de Marinaleda est une source de controverse et certains secteurs politiques et sociaux soulignent que cette situation économico-sociale est en grande partie le résultat d'un ambitieux programme de transferts courants et de capitaux parrainé par le conseil provincial de Séville, le gouvernement régional d'Andalousie et le gouvernement central. Il est également souligné que sur les 1 100 habitants qui composent la population active de la ville, 700 d'entre eux sont couverts par le plan de promotion de l'emploi agricole (PER) (qui représente un revenu d'environ 325 000 euros par an), bien que le taux de chômage soit nul.
Sur les budgets 2012, qui comprennent un revenu de 2 729 000 euros, les transferts courants et en capital représentent 1 801 487 euros, soit 66 % du total.
Certains dirigeants politiques de la région affirment que sans privilèges, Marinaleda ne serait qu'un village de plus dans la campagne andalouse ou espagnole. Selon eux, c'est maintenant une sorte de parc à thème communiste subventionné par la Junte d'Andalousie, mais rien d'autre et d'un point de vue économique, il n'est pas viable.

## Urbanisme

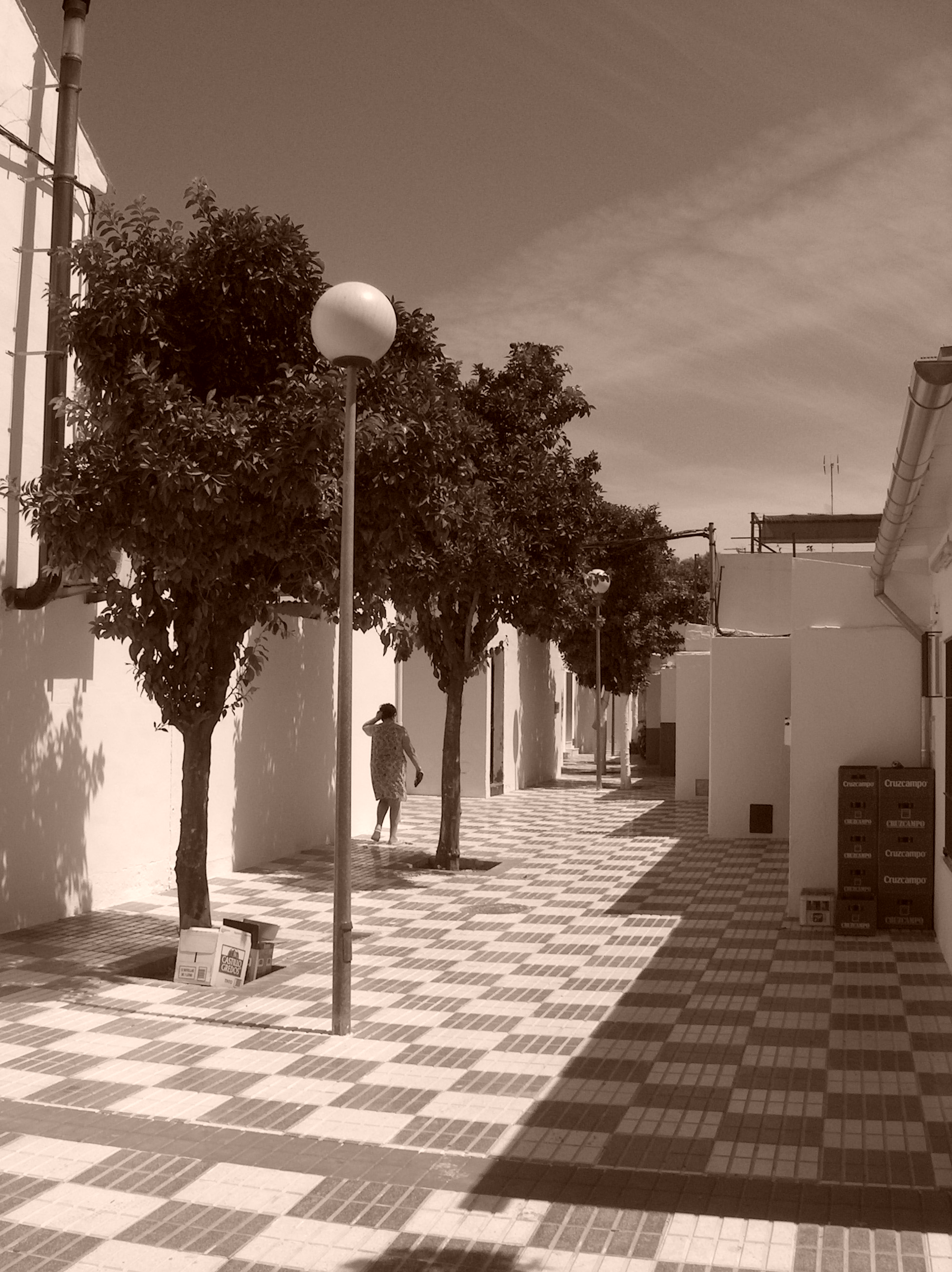
Une rue de Marinaleda.

La commune de Marinaleda est composée de deux noyaux de population, le noyau urbain de Marinaleda et celui plus petit de Matarredonda qui regroupe 571 habitants, et se situe à proximité et à l'est du premier.

### Services municipaux
La mairie offre divers services aux habitants :
- à part la piscine, l'accès à toutes les installations sportives est gratuite ;
- les habitants règlent seulement la moitié de leurs taxes d'habitation. Le reste est pris en charge par la commune ;
- un restaurant communal dit : « syndicat » offre une restauration très bon marché, subventionnée par la mairie. Un plat y coûte au consommateur 1 € ;
- l’eau potable est distribuée à la population par une régie communale. Le montant à payer est de 5 € par mois. Il est inchangé depuis 1979 ;
- la crèche pour un enfant coûte 12 € par mois nourriture comprise ;
- la mairie a créé une chaîne de télévision locale et associative où les habitants ont la possibilité de venir s'exprimer ;
- la population est invitée à se servir des murs pour s'exprimer graphiquement et ne s'en prive pas.

### Logement
La somme à acquitter pour un logement se monte finalement à 15,52 euros par mois, dont 50 centimes de frais bancaires.
À tout fils ou à toute fille d'habitant qui a besoin d'une maison, la mairie fournit le terrain, le matériel et l'architecte gratuitement, à condition que le futur habitant de ladite maison participe à la construction.
Les ouvriers qui édifient la structure sont des professionnels de la construction, des maçons sous contrat de la mairie, qui viennent en renfort pour diriger les « autoconstructeurs » et pallier le manque de savoir-faire des habitants. Les futurs voisins d'un même quartier se mettent à travailler ensemble sur le groupe de maisons à construire,.

### Rues
La nouvelle municipalité rebaptise un certain nombre de rues de la ville, qui portaient des noms honorant les vainqueurs franquistes de la guerre civile :
- Muñoz Grandes - Che Guevara
- Queipo de Llano - Avenue de la Liberté
- José A. Primo de Rivera - Andalucía
- Acceso de Queipo de Llano - Mariano Pineda
- Calvo Sotelo - Alcalde Vicente Cejas
- Castejón - Antonio Machado
- Castiella - Jornaleros
- Miguel Osuna - Pablo Neruda
- General Mola - Boabdil
- Plaza de España - Place del pueblo
- Plaza de Franco - Place Salvador Allende
- General Sanjurjo - Federico García Lorca
- Varela - Miguel Hernández
- Victoria - Blas Infante

## Population et culture

### Démographie
La population de Marinaleda a connu peu de variations au cours de son histoire. Vers le deuxième quart du XXe siècle elle atteint 2 000 habitants. En 1960, elle atteint son niveau record avec 3 387 habitants. Pendant la période de développement économique de l'Espagne de Franco une forte migration se produit qui va réduire la population à environ 2 500 habitants. Elle se maintient depuis à ce niveau avec une petite augmentation annuelle.
| - 1887 1 384 - 1897 1 702 | - 1900 1 785 - 1910 1 753 | - 1920 1 864 - 1930 2 318 | - 1940 2 563 - 1950 3 070 | - 1960 3 387 - 1970 2 439 | - 1981 2 317 - 1991 2 650 | - 1996 2 622 - 1998 2 616 | - 1999 2 623 - 2000 2 634 | - 2001 2 638 - 2002 2 647 | - 2003 2 645 - 2004 2 676 | - 2005 2 655 - 2006 2 689 | - 2008 2 708 - 2011 2 778 |

### Monuments

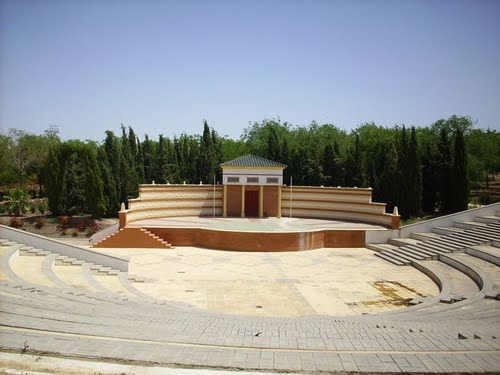
Le théâtre municipal de Marinaleda.

Iglesia Parroquial de Nuestra Señora de la Esperanza (Église Paroissiale de Notre-Dame de l'Espérance), datant du XVIIe siècle, consacrée en 1666. C'est une église avec une seule nef de style classique avec des modifications plus tardives. À l'intérieur, on trouve un retable en bois polychrome réalisé en 1859. D'un intérêt particulier sont deux sculptures faites par le sculpteur Joseph Fabre en 1776, un Jésus de Nazareth et une Vierge des Douleurs, et un tableau du XVIIIe siècle figurant le calvaire. Également à remarquer sont un calice du XVIe siècle et un ostensoir de la fin du XVIIIe siècle.

### Fêtes et animations
Le maire de la ville Juan Manuel Sánchez Gordillo dit à propos de la festivité à Marinaleda :
Nous faisons beaucoup de fêtes avec des repas communs gratuits, et il y a toujours assez de volontaires pour organiser tout cela. La joie et la fête doivent être un droit, gratuites et pour tous. Ce n’est pas la mayonnaise des médias qui vont nous dicter ce qui doit nous plaire, nous avons une culture à nous.
Le site Internet officiel de la ville proclame à sa page « Fiestas » (Fêtes) :
« La alegría es un derecho del pueblo. El dinero no puede ser la barrera entre los que se divierten y los que no pueden divertirse. »
La joie est un droit du peuple. L'argent ne doit pas être la barrière entre ceux qui s'amusent et ceux qui ne peuvent pas s'amuser.
Les festivités à Marinaleda comprennent des fêtes et des foires. Certaines relèvent d'anciennes traditions. D'autres sont apparues récemment, comme l'expression des nouvelles valeurs qui ont surgi dans la population depuis 1979.
- Candelaria (Chandeleur), le 2 février. Elle est célébrée avec des feux où sont brûlées de grandes figures allégoriques. Autour de ces feux sont organisés des bals populaires.
- Carnaval, avec une grande participation populaire, bals, mascarades et musiciens de rue.
- Fête de San Marcos (Saint Marc), le 25 avril.
- Semaine sainte et Semaine pour la Paix : le Jeudi saint est portée en procession la statue « la Hermandad del Cristo atado a la Columna y la Virgen de la Esperanza » (la Fraternité du Christ attaché à la colonne et la Vierge de l'Espérance) et le Vendredi saint la statue de la « Hermandad de nuestro Padre Jesús Nazareno y María santísima de los Dolores » (la Fraternité de Notre Père Jésus le Nazaréen et la très sainte Marie des Douleurs). Ces statues sont portées sur les épaules des porteurs à travers les rues de la ville. Il y a également une procession le dimanche des Rameaux avec la « Borriquilla » (la bourrique[22]) et le dimanche de Pâques avec la Sainte Patronne « Nuestra Señora de la Esperanza » (Notre-Dame de l'Espérance). Comme une alternative à la fête religieuse est fêtée la « Semana por la Paz » (Semaine pour la Paix) avec un caractère éminemment culturel où on voit intervenir des artistes connus comme El Cabrero, Paco Ibáñez, Jarcha, José Mercé ou le théâtre de Alberti.
- Nuestra Señora de los Caminos (Notre-Dame des Chemins), pèlerinage durant la troisième semaine de mai.
- Feria de Santiago (Foire de Santiago), à la mi-juillet. C'est une foire autogérée qui a lieu chaque année avec un thème choisi différent (contre le Ve Centenaire[23], pour la Réforme agraire, en l'honneur d'Ernesto Che Guevara ou en faveur du peuple sahraoui…) et des actions sont développées autour de ce thème. Des bénévoles se relaient pour organiser ces évènements. Les organisateurs de cette foire disent qu'elle est « la respuesta a la antigua celebración donde existía una caseta cercada con cañizos con una entrada que no podían pagar los más humildes y donde sólo se divertían un puñado de familias de la pequeña burguesía, el boticario y la guardia civil[24] » (la réponse à la vieille fête qui se tenait dans un local fermé avec une entrée payante empêchant les pauvres d'y participer et où seuls pouvaient se divertir une poignée de familles de la petite bourgeoisie, l'apothicaire et la police).
- San Nicolás de Tolentino (Saint Nicolas de Tolentino), le 10 septembre, est la fête du saint patron de la ville.
- Noche Vieja (Saint Sylvestre) : organisation d'un repas collectif et gratuit, par le Sindicato de Obreros del Campo (Syndicat des Travailleurs de la Terre) et la mairie de Marinaleda. C'est également une fête populaire. Son objectif est de développer la convivialité, briser les malentendus et marquer les défis de l'année qui arrive.
- Festival Flamenco de Marinaleda : l'évènement se caractérise par son format, seuls quatre artistes y participent, et par son soutien explicite au flamenco authentique et sans additifs. Il est organisé par la mairie.
- Día de la Paz (Journée de la Paix), le 30 janvier, date anniversaire de l'assassinat du Mahatma Gandhi. C'est une fête pour les enfants, où la paix est mise en valeur. Des jouets guerriers sont brulés et remplacés par d'autres d'un genre différent, et sont organisés également d'autres évènements culturels.

### Emblèmes

Emblème de Marinaleda

Marinaleda s'est choisi un emblème municipal qui reflète les objectifs et principes fondamentaux qui sont à la base de son organisation sociale et politique.
Les armoiries des villes d'Espagne ont généralement la forme d'un écu sommé d'une couronne. La forme circulaire inhabituelle choisie ici, l'absence de couronne qu'elle implique, rejoint l'absence du drapeau royal et du portrait du roi d'Espagne dans les bâtiments officiels de la ville.
L'emblème circulaire de Marinaleda porte en son centre une colombe sur fond azur, tenant en son bec un rameau d'olivier, symbolisant la lutte pour la paix. À droite de la colombe un soleil rouge représente la nature et le respect indispensable qu'il faut avoir pour elle. Les champs représentent également la nature et les préoccupation d'ordre écologique[réf. nécessaire].
Sur la bandeau supérieur vert est écrit le nom de la ville : « Marinaleda » et sur le bandeau inférieur rouge sa devise : « Una utopía hacia la paz » (« Une utopie vers la paix »).

Drapeau de Marinaleda

Le drapeau de Marinaleda est formé de trois bandes horizontales de même largeur qui reprennent la symbolique des bandes de couleurs autour de l'emblème :
- celle du haut, verte, représente l'utopie ;
- celle du centre, blanche, représente la paix ;
- celle du bas, rouge pour le communisme[5].

Au centre du drapeau se trouvent l'emblème de la ville.

### Documentation
- Marinaleda, un village en utopie, film de Sophie Bolze, France 2009, documentaire, 82 minutes, couleurs. (sa fiche sur AlloCiné)
- L'article Marinaleda, un îlot d'anticapitalisme paru dans l'hebdomadaire Tout est à nous ! no 38 du 14 janvier 2010 page 10 lisible sur le net
- L'émission de radio de Daniel Mermet Là-bas si j'y suis du 19 décembre 2011 sur France Inter : Marinaleda une utopie vers la paix
- Marinaleda, l'ardente impatience, film de Dominique Gautier & Jean Ortiz, 12 min.
- Marinaleda, un village en utopie, reportage de Michel Mompontet, Antoine Morel et Mathilde Rougeron, 39 min, diffusé le 23 mars 2013 sur France 2.